# فرودگاه آبی هی ریور
فرودگاه آبی هی ریور (به انگلیسی: Hay River Water Aerodrome) یک فرودگاه خصوصی است که یک باند فرود آب دارد. این فرودگاه در کشور کانادا قرار دارد و در ارتفاع ۱۵۷ متری از سطح دریا واقع شده‌است.